# Getsu Fūma Den
Getsu Fūma Den (月風魔伝, i.e. "La Légende de Getsu Fūma") est un jeu d'action-aventure à défilement horizontal pour la console Famicom développé par Konami, sorti en 1987, et exclusivement disponible au Japon. Il y est fait référence dans de nombreux titres ultérieurs de Konami au fil des ans. Le jeu est similaire structurellement à Castlevania II: Simon's Quest et The Goonies II. Une suite intitulée Getsu Fūma Den : Undying Moon est prévue pour 2022 sur Steam et Nintendo Switch.

## Terrain
Dans la première année de l'Age des Démons (魔暦元年, Mareki Gan-nen) , le seigneur démon Ryūkotsuki (龍骨鬼)  s'est échappé de l'enfer et a comploté pour conquérir le monde de la surface gouverné par les trois frères Getsu (月氏三兄弟, Getsu-shi San Kyōdai). Les frères Getsu se sont battus contre Ryūkotsuki, chacun brandissant l'une des trois Épées déferlantes (波動剣, Hadōken) spirituelles  qui ont été transmises au sein du clan depuis des générations. Cependant, les frères ont finalement été vaincus par le démon et seul Fūma (風魔), le plus jeune des trois, a survécu. Jurant de venger ses frères tués, Fūma s'aventure dans Kyōki-tō (狂鬼島, L'île du Démon Enragé)  pour récupérer les trois épées déferlantes volées et invoquer les esprits de ses frères pour vaincre Ryūkotsuki. 

## Système de jeu
Le joueur contrôle Fūma, dont le but est de localiser les trois épées déferlantes qui ont été volées à son clan afin d'accéder au repaire de Ryūkotsuki. Chacune des épées déferlantes a été cachée dans les trois îles voisines entourant Kyōki-tō, qui sont Kigan-tō (鬼願島, "Île de la Tête d'Ogre") , Gokumon-tō (獄門島, "Île du Portail de la Prison")  et Mitsukubi-tō (三首島, "Île aux Trois Cous")  . Chacune de ces îles nécessite que Fūma soit en possession d'une passe démonique (鬼面符, Kimenfu) différente. 
Le jeu démarre à partir d'une vue aérienne où le joueur guide Fūma vers sa prochaine destination. Lorsque Fūma entre dans une porte, le jeu passe à une scène d'action à défilement horizontal où le joueur doit passer d'un bout à l'autre de la zone tout en repoussant les ennemis et en évitant les pièges habituels afin de retourner sur le terrain principal et passez à la scène suivante. En plus de ces scènes d'action, il y a aussi de petits sanctuaires avec des villageois qui fourniront des conseils à Fūma et des magasins où il pourra acheter de nouveaux objets et armes en utilisant l'argent qu'il a accumulé auprès d'ennemis vaincus. Le joueur change d'objet en interrompant le jeu pendant une séquence d'actions, puis en appuyant sur A pour sélectionner un objet défensif ou sur B pour changer d'armes. Les points d'expérience sont accumulés en battant les ennemis, ce qui remplira la jauge d'épée de Fūma, augmentant la force de ses attaques. 
Lorsque le joueur atteint le donjon principal de chacune des îles, le jeu passe à une perspective pseudo-3D qui suit Fūma par derrière. Le joueur doit traverser un labyrinthe pour atteindre le boss qui tient l'une des épées déferlantes. Chaque labyrinthe est rempli de nombreux ennemis qui affronteront Fūma, ainsi que des alliés qui lui fourniront des indices et des objets utiles. Une bougie est nécessaire pour éclairer ces labyrinthes, ainsi qu'une boussole indiquant la direction actuelle de Fūma. Lorsque le joueur atteint le repaire du boss, le jeu revient à une perspective à défilement horizontal avant la confrontation réelle. 
Le jeu utilise un système de vie comme la plupart des jeux d'action. Le joueur perd une vie lorsqu'il manque de santé ou tombe dans un piège. Lorsque le joueur est à court de vies, il peut reprendre là où il s'était arrêté ou quitter et reprendre plus tard en utilisant un mot de passe. Le joueur est pénalisé en ayant son argent réduit de moitié. 

## Jeux associés
- Konami Wai Wai World - Un jeu d'action à défilement horizontal sorti pour la Famicom en 1988 et les téléphones mobiles japonais (via le service Konami Net DX) en 2006 avec de nombreux personnages Konami. Le jeu présente Fūma comme personnage jouable, ainsi qu'une scène inspirée de l'île de Kyōki appelée Jigoku. Fūma apparaît également dans la suite de 1991, Wai Wai World 2 .
- Jikkyō Power Pro Wrestling '96: Max Voltage - Un jeu de lutte professionnelle pour la Super Famicom sorti en 1996. Le jeu propose une écurie appelée WWK, qui se compose de lutteurs inspirés des protagonistes de Konami tels que The Great Getsufūma (The G・月風魔?)  .
- Yu-Gi-Oh! Jeu de cartes à collectionner - Un jeu de cartes à collectionner basé sur le manga. Fūma et Ryūkotsuki (renommés respectivement Getsu Fuhma et Ryu Kokki) avaient leurs propres cartes à collectionner, et le TCG a été adapté en trois jeux basés sur celui-ci; Yu-Gi-Oh! GX: Duel Academy en 2005, Yu-Gi-Oh! Ultimate Masters: Championnat du Monde 2006 et Yu-Gi-Oh! GX Tag Force en 2006.
- Pop'n Music 18: Sengoku Retsuden - Un épisode 2010 de la série de jeux de rythme musicaux sortis pour les arcades. Fūma apparaît dans l'animation de fond du morceau "Go! Getsu Fuma", un mélange de musique arrangée basé sur Getsu Fūma Den . La piste est répertoriée sous le genre GETSUFUMA-DEN.
- Castlevania: Harmony of Despair - Un jeu téléchargeable de la série Castlevania sorti sur PlayStation 3 et Xbox 360 . Il propose un contenu téléchargeable basé sur Getsu Fūma Den, à savoir Fūma lui-même en tant que personnage jouable et une scène intitulée "The Legend of Fuma" qui utilise des éléments graphiques du jeu Famicom. C'était la première fois que des personnages de Getsu Fūma Den étaient présentés dans un jeu sorti dans l'ouest et ainsi de nombreux personnages et objets ennemis recevaient des noms localisés dans la version anglaise.

- Super Smash Bros. Ultimate - Parmi la sélection des musiques issues de Castlevania, la version du thème de Getsu Fuma Den utilisée dans Harmony of Despair est présente et peut être utilisée dans le château de Dracula. C'est la seule musique de la sélection a ne pas être originaire d'un jeu Castlevania.

- Otomedius Excellent - Un spin-off de la série Gradius sortie pour la Xbox 360 en 2011 avec des jeunes filles qui peuvent se transformer en vaisseaux spatiaux. Le jeu présente une héroïne inspirée de Fūma nommée Gesshi Hanafūma. Le boss de l'étape 3 est une version féminine de l'ennemi juré de Fūma, Ryukotsuki.
- Monster Retsuden Oreca Battle - Un jeu d'arcade de cartes à collectionner distribué exclusivement au Japon en 2012 . Fūma apparaît comme un personnage de boss.

## Bande originale
Les albums suivants contenaient des pistes musicales de Getsu Fūma Den, sous des formes originales ou arrangées. 
- Konami Famicom Music Memorial Best VOL.1 (21 juillet 1989) - Comprend trois morceaux originaux du jeu Famicom.
- Konami Ending Collection (21 octobre 1991) - Comprend le thème de fin.
- Winbee's Neo Cinema Club 2 ~ Paradise ~ (5 août 1994) - Comprend une interprétation du thème final, "Mokushiroku" (黙示録?, lit. "The Apocalypse") "L'Apocalypse"), arrangé par Kenichi Mitsuda.
- Konami Music Masterpiece Collection (1er octobre 2004) - Comprend les trois morceaux précédemment inclus dans Konami Famicom Music Memorial Best Vol. 1 .
- Konami Addiction ~ For Electro Lovers ~ (21 mai 2008) - Publié par Universal J. Comprend un mélange remixé de la bande originale du jeu composée par le projet amos.
- KONAMI FAMICOM CHRONICLE Vol.3: ROM Casette Compilation (21 août 2015) - Publié par Egg Music Records. Comprend la bande originale complète du jeu Famicom original en 14 titres.